# واصف الحركة
واصف حبيب الحركة هو محامٍ وناشط سياسي لبناني ومرشح عن المقعد الشيعي في دائرة جبل لبنان الثالثة على لائحة «كلنا وطني». إنه من أبرز وجوه الثورة اللبنانية، قادر على حشد المئات من الثوار في الشارع. تعرض للاعتداء الجسدي عدة مرات من قِبل خصومه وشرطة السلطة، ويقدم نفسه كبديل سياسي للطبقة الحاكمة.

## سيرة شخصية
ولد واصف في 4/12/1971, وهو حاصل على إجازة في الحقوق من جامعة بيروت العربية.
بدأ نشاطه السياسي منذ التسعينيات.
أصبح من الوجوه الأكثر انتشارًا منذ اندلاع ثورة 17 تشرين 2019 في لبنان
كان ناشطاً في كل ساحات التحركات التي شهدها لبنان منذ عام ٢٠١١، اسّس المرصد الشعبي لمكافحة الفساد، وتعاون مع العديد من شباب لبنان ضد النظام الطائفي في لبنان.تعرّض للاعتداء في ٢٠٢٠ على اثر نشاطه في ثورة ١٧ تشرين في لبنان، حيث كان رأس حربة في مواجهة الفساد.هو عروبيّ ومناضل صلب ومحامي ناشط دافع عن كل المعتقلين من قبل الأمن اللبناني خلال اشتباكات الثوريين اللبنانيين ضد النظام.
في 6 ديسمبر 2019، تقدم بشكوى مع مجموعة محامين إلى النائب العام التمييزي غسان عويدات ضد جميع المسؤولين اللبنانيين (من وزراء، موظفين، رؤساء بلديات، مشرفين، مقاولين، استشاريين، إلخ) الذين تسبب إهمالهم وخرقهم للقوانين في فيضانات في جميع أنحاء لبنان في 4-5 كانون الأول / ديسمبر 2019.
في عام 2020، رفع السياسي وائل أبو فاعور دعوى قضائية ضد واصف الحركة، بعد أن اتهم الاخير أبو فاعور بتهريب أدوية السرطان إلى السويداء بسوريا خلال فترة عمله وزيراً للصحة العامة، مما تسبب في نقص المواطنين اللبنانيين.
ترشح في دائرة جبل لبنان الثالثة على لائحة «بعبدا التغيير» في انتخابات ايار ٢٠٢٢ النيابية. شكّل لائحة مدعومة من قبل اليسار والاحزاب العلمانية اللبنانية مثل الحزب الشيوعي اللبناني وحزب طليعة لبنان العربي الاشتراكي وكل قوى التغيير الحقيقية في لبنان، كما عارض التحالف مع حزب الكتائب اللبناني معتبرا انه جزء من منظومة حكم الدولة اللبنانية. وحازت لائحته على شرعية الدعم من قبل القوى التغييرية الحقيقية في لبنان.

## أنشطة
واصف عضو «المرصد الشعبي لمحاربة الفساد».
وهو واحد من مؤسسي حركة «بدنا نحاسب»، وله علاقة ات تنسيق مع العديد من الجمعيات المعنية بالسياسة والنشاط الاجتماعي، مثل:
- حزب سبعة
- حراك المتن الأعلى
- تجمع أبناء بعلبك
- لقاء الدولة المدنية
- طلعت ريحتكم
- صح
- حقّي
- مواطنون ومواطنات في دولة
- متحدون
- لبلدي
- لقاء الهوية والسيادة.[6]